# رود کرمرس
رود کرمرس (هلندی: Ruud Cremers؛ زادهٔ ۳ ژانویهٔ ۱۹۹۲ ‏(۳۳ سال)) دوچرخه‌سوار اهل هلند است.
از باشگاه‌هایی که در آن رکاب زده‌است می‌توان به تیم دوچرخه‌سواری نووو نوردیسک اشاره کرد.